# Десаи, Прачи
Прачи Десаи (англ. Prachi Desai, гудж. પ્રાચી દેસાઇ; род. 12 сентября 1988) — индийская актриса

, снимающаяся в фильмах на хинди, получившая популярность благодаря роли Бани Дикшит/Валия в сериале «Обещание».

## Биография
Прачи родилась 12 сентября 1988 года в Сурате, Гуджарат, в семье Ниранджана Десаи и Амиты Десаи в индуистской семье. У неё есть сестра по имени Эша Десаи.
В 2005 году училась в колледже Фруз (Schauspielstudio Frooz), в Мумбаи. Затем ей поступило приглашение сняться в фильме Обещание.
Её первой работой в кино стала роль жены героя Фархана Ахтара в фильме «Играем рок!!», за которую она была номинирована на Filmfare Award за лучшую дебютную женскую роль. Вторую номинацию на Filmfare она получила за роль возлюбленной антагониста фильма «Однажды в Мумбаи». Свою первую главную роль она сыграла в комедии «Обманщик», получившей статус «супер-хит» по итогам кассовых сборов. Два её последующих фильма, вышедших в 2013 году провалились в прокате.

## Фильмография
| Год       |   | Русское название   | Оригинальное название       | Роль                     |
| --------- | - | ------------------ | --------------------------- | ------------------------ |
| 2006—2009 | с | Обещание           | Kasamh Se                   | Бани Дикшит / Бани Валия |
| 2008      | ф | Играем рок!!       | Rock On!!                   | Сакши                    |
| 2009      | ф | Спутник жизни      | Life Partner                | Прачи Джагеда            |
| 2010      | ф | Однажды в Мумбаи   | Once Upon a Time in Mumbaai | Мумтаз                   |
| 2012      | ф | Наши истории любви | Teri Meri Kahaani           | Махи                     |
| 2012      | ф | Обманщик           | Bol Bachchan                | Радхика Рагхуванши       |
| 2013      | ф | Я, я и только я    | I, Me Aur Main              | Гаури Дандекар           |
| 2013      | ф | Инспектор в законе | Policegiri                  | Сехар                    |
| 2014      | ф | Один злодей        | Ek Villain                  | камео в песне «Awari»    |
| 2016      | ф |                    | Azhar                       | Наурин Азхар             |
| 2016      | ф | Играем рок 2       | Rock On 2                   | Сакши                    |